# زعتر وزيت
زعتر زيت هي علامة تجارية لشركة بريكفاست وشركاه لبنان ش.م.ل، وهي امتياز لمطاعم حضرية تأسست في لبنان عام 1999 وتعمل مع 23 منفذًا في لبنان وأكثر من 70 منفذًا في جميع أنحاء الشرق الأوسط، بما في ذلك 20 منفذًا في الإمارات العربية المتحدة. وللشركة منافذ بيع في الأردن الكويت قطر السعودية ومؤخرًا في كندا.
اسم زعتر وزيت يشير إلى الزعتر باللغة العربية، وهو عشب في الشرق الأوسط ويُستخدم في المطبخ المشرقي العربي خصوصًا في إعداد مناقيش الزعتر ووصفات أخرى، وزيت هو زيت الزيتون.

## الشركة

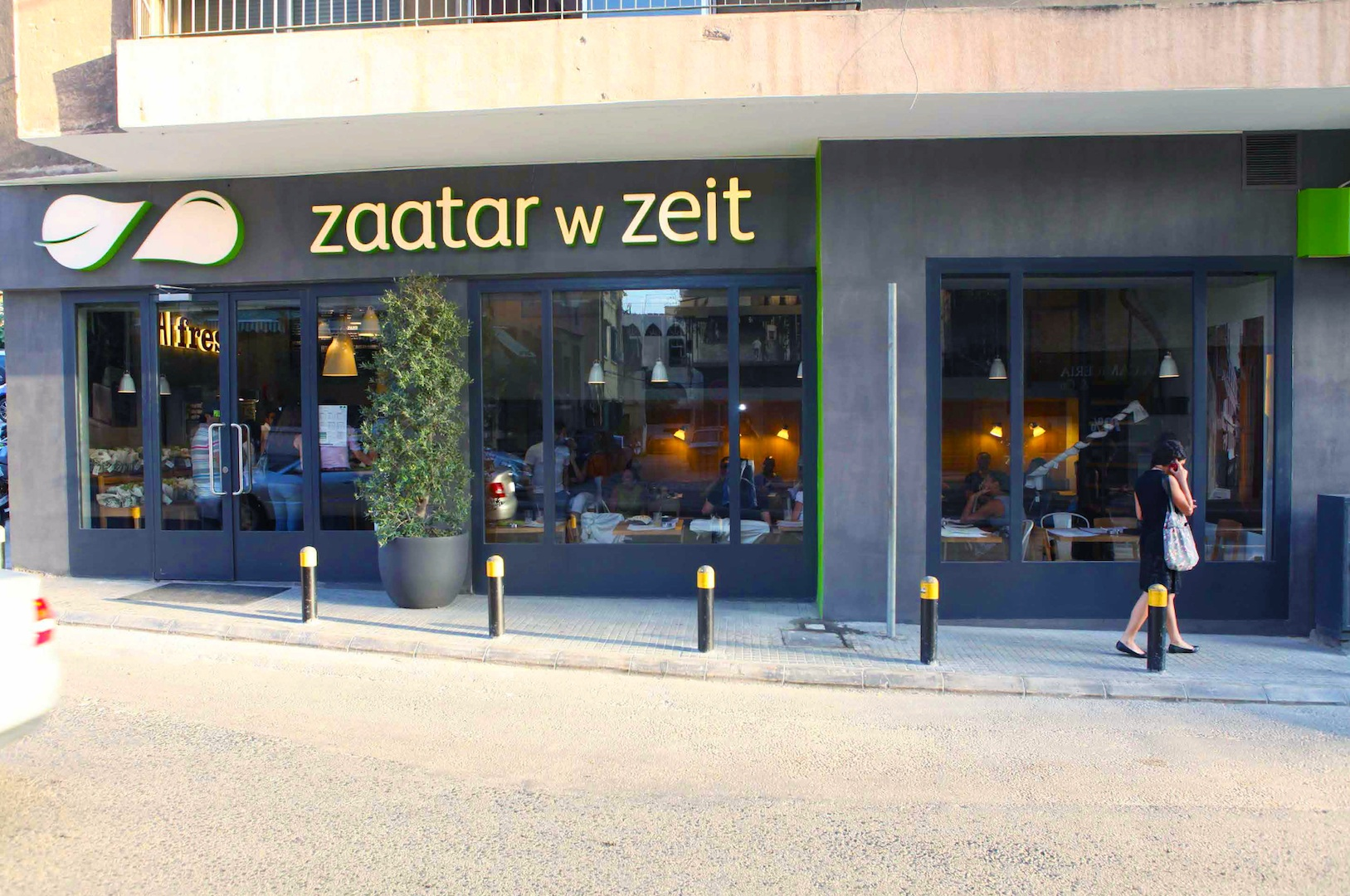
أول فرع لزعتر وزيت في سوديكو في بيروت عام 1999

### التاريخ والتوسع
بدأ مطعم زعتر وزيت كشركة ذاتية التشغيل في لبنان وتوسع من خلال المزيد من الفروع في لبنان ومع أصحاب الامتياز في الخارج. يقع مقرها الرئيسي في جعيتا، ذوق مصبح في لبنان. يقع المطبخ المركزي والمستودعات أيضًا في جعيتا، ذوق مصبح. تأسست الشركة في عام 1999 من خلال بيع المناقيش وغيرها. لديهم أيضًا شراكات دولية في عدد من البلدان في الشرق الأوسط.

#### الإمارات العربية المتحدة والمملكة العربية السعودية
تدير شركة تكتل الأغذية كرايفا امتيازات الشركة في الإمارات العربية المتحدة منذ يونيو 2005، وبالشراكة مع شركة شركة المأكولات الصحية، في المملكة العربية السعودية منذ عام 2013.
عدد من منافذ البيع في الإمارات مفتوح على مدار الساعة طوال أيام الأسبوع. يتم تقديم خصم لموظفي الحكومة من خلال بطاقة إسعاد. في بعض مناطق دبي.
في أبريل 2008، حصلت شركة «زعتر وزيت» أول سلسلة مطاعم لبنانية على شهادة الأيزو 22000: 2005. 
قدمت الشركة تبرعات لمختلف الجمعيات الخيرية.
الشعار
في عام 2011، ابتكرت شركة بيرل فيشر هوية مرئية جديدة لسلسلة بيع المواد الغذائية اللبنانية، بهدف إنشاء «مظهر وأسلوب معاصر أكثر جرأة».
قال جوناثان فورد، الشريك الإبداعي في بيرل فيشر، إن «الشعار الجديد هو علامة مميزة وحديثة توفر تعبيرًا أكثر حرفيًا وتصويريًا من خلال إنشاء رابط بسيط بين الزعتر والزيت، والورقة والقطرة، والأشكال. مميزة»Z«داخل الفضاء السلبي.»

## وصلات خارجية
- الموقع الرسمي